# Kureekkad
Kureekkad is een census town in het district Ernakulam van de Indiase staat Kerala. 

## Demografie
Volgens de Indiase volkstelling van 2001 wonen er 9730 mensen in Kureekkad, waarvan 49% mannelijk en 51% vrouwelijk is. De plaats heeft een alfabetiseringsgraad van 86%. 